# Щедрый, Артём Альбертович
Артём Альбе́ртович Ще́дрый (укр. Артем Альбертович Щедрий; род. 9 ноября 1992, Берислав, Херсонская область) — украинский футболист, полузащитник.

## Игровая карьера
Воспитанник донецкого «Олимпика». Первый тренер — Авдеев В.А. В 2008 году продолжил обучение в футбольной школе киевского «Динамо», в составе которого становился чемпионом Украины. С 2009 года играл в первой лиге за «Динамо-2», а также за дубль и молодёжную команду. В 2011 году, получив травму, по собственным словам, почувствовал, что тренерский штаб на него больше не рассчитывает, подождал завершения контракта и решил сменить клуб.
В 2012 году перешёл в «Волынь». В Премьер-лиге дебютировал 27 апреля 2013 года в игре с запорожским «Металлургом». В этом матче вышел в основном составе, но в перерыве был заменён на Эрика Бикфалви. Больше в первой команде футболист не играл. За дубль провёл 50 матчей, в которых забил 12 голов.
Летом 2014 года перешёл в кировоградскую «Звезду». В составе команды стал чемпионом Первой лиги Украины 2015/16, однако после выхода «Звезды» в Премьер-лигу постепенно выпал из основы, редко проводя на поле всю игру, и по окончании сезона 2016/17 покинул клуб. Практически сразу после ухода подписал контракт с «Александрией».
В феврале 2018 года подписал двухлетний контракт с донецким «Олимпиком». По окончании сезона 2017/18 покинул стан команды.
В июне 2018 года подписал двухлетний контракт с клубом «Днепр-1», однако покинул команду уже в зимнее межсезонье. В начале 2019 года стал игроком петровского «Ингульца», в его составе в сезоне 2020/21 играл в высшей лиге. Летом 2021 года перешёл в «Кривбасс» из первой лиги, в начале 2022 года отдан в аренду в эстонскую «Левадию».